# Kleifarvatn
Kleifarvatn es el lago más grande de la península de Reykjanes en Islandia, situada en la parte meridional de la península en la zona de fisuras de la dorsal mesoatlántica. El lago puede alcanzarse por un sendero, y hay otras dos zonas con alta temperatura que se encuentran no muy lejos de él: Seltún/Krýsuvík y otra al este. La profundidad máxima del lago es de 97 m. Después del gran terremoto de 2000, el lago empezó a disminuir y el 20% de su superficie ha desaparecido desde entonces. Las grietas que se abrieron en el terremoto se han ido rellenando lentamente y en el año 2008 el lago ha recuperado su precedente nivel de superficie.